# Kỷ Đề công
Kỷ Đề công (chữ Hán: 杞题公), là vị vua thứ ba của nước Kỷ - chư hầu nhà Chu trong lịch sử Trung Quốc.
Ông là con của Kỷ Tây Lâu công, họ Tự.
Sử ký không nêu rõ thời gian ông làm vua nước Kỷ bắt đầu và kết thúc khi nào. Các sự kiện lịch sử trong thời gian ông làm vua cũng không rõ. Sau khi ông mất, con ông là Kỷ Mưu Thú công lên nối ngôi vua.